# Archidiecezja rodoska
Archidiecezja rodoska – archidiecezja rzymskokatolicka w Grecji, podległa bezpośrednio pod Stolicę Apostolską. Pozostaje nieobsadzona od 1970.
Biskupstwo w Rodos zostało erygowane około 200 roku. Około 400 zostało metropolią. Po Wielkiej Schizmie stało się metropolią prawosławną. W 1308 wyspę odbili Joannici i katolicka metropolia była kontynuowana do 1523, kiedy to wyspę zdobył sułtan Sulejman Wspaniały. Po tym roku metropolia stała się metropolią tytularną. W 1897 powstała prefektura apostolska Rodos i sąsiednich wysp. W 1928 została ponownie przywrócona katolicka archidiecezja zależna bezpośrednio od Stolicy Apostolskiej (w tym czasie Rodos należał do Królestwa Włoch).
Katedry:
- Katedra św. Franciszka z Asyżu w Rodos (obecna)
- Katedra św. Jana (dawna, zniszczona przez wybuch prochu w 1856 r.; odtworzona w XX w. Po 1947 służy jako kościół prawosławny pod nazwą Zwiastowania NMP)
- Katedra Matki Boskiej z miasta (dawna, obecnie ruiny)

## Ordynariusze
- - Sewastianos Rosolatos (administrator od 2014)
  - Nikolaos Foskolos (administrator 1992 – 2014)
  - Mikhail-Petros Franzidis, O.F.M. (administrator 1970 – 1992)
  - Florido Ambrogio Acciari, O.F.M. (1938 – 1970)
  - Pier Crisologo Fabi, O.F.M. (administrator 1937 – 1938)
  - Giovanni Maria Emilio Castellani, O.F.M. (1929 – 1937)
  - Florido Ambrogio Acciari, O.F.M. (administrator 1928 – 1929)